# Punto y Medio
Punto y Medio va ser un programa televisiu de sobretaula que es va emetre a Canal Sur Televisión, canal autonòmic d'Andalusia, des de l'1 de juliol de 2003 fins al 29 de setembre de 2006.
D'antuvi el programa estava pensat com un recanvi estiuenc a Bravo por la tarde, presentat per Agustín Bravo i a causa de les bones dades d'audiència, es va quedar definitivament en la franja.
Durant la seva emissió va ser líder d'audiència en la seva franja horària, aconseguint una quota de pantalla del 26,6%.
Fins al 14 de juliol de 2006 va estar presentat per Juan y Medio; quan aquest va haver d'abandonar el programa degut a un acord amb, Atresmedia Televisió, llavors va ser substituït per Consuelo Berlanga des del 17 de juliol de 2006 al 29 de setembre de 2006 sota el format Verano y Medio.
El programa era de contingut per a públic adult, amb entrevistes de salut, curiositats i un estil pròxim a Mira la vida, programa matinal que va emetre Canal Sur Televisión de 2003 a 2011.
També tenia un espai de relacions entre andalusos, generalment de la tercera edat, que ha estat molt conegut durant aquests anys.
També tenia una segona part anomenada Punto y Música, - (al principi anomenada Punto y Medio: 2ª parte) - espai musical en el qual artistes andalusos consagrats interpretaven diverses cançons en directe, o persones anònimes entre el públic ensenyaven els seus dots artístics, que s'emetia de 19.50 a 20.30, entre Andalucía Directo i la segona edició de Canal Sur Noticias.
Aquests dos programes, des del 2 d'octubre de 2006, van ser reemplaçats sota el mateix format i estaven presentats per Alicia Senovilla, sota el títol La buena gente.
Al poc temps del canvi de denominació, el programa va ser substituït per La tarde con María, presentat per María del Monte, que tenia el mateix estil.
El 7 de setembre de 2009, va tornar Juan y Medio de nou a la franja de tarda, amb un programa de format molt similar, La tarde, aquí y ahora.